# Стратегическая фривольность
Стратегическая фривольность — термин международной политики для обозначения тенденции «привыкших к миру» политиков и дипломатов порождать долгосрочные риски с целью приобретения краткосрочной тактической выгоды. В российский политический дискурс термин был внесён Т. В. Бордачевым в середине 2010-х годов, но само выражение гораздо старше. Его, в частности, применял Г. Киссинджер, описывая ситуацию, приведшую к Первой мировой войне.
Типичным примером стратегической фривольности считается период, предшествовавший Первой мировой. После успешного урегулирования — без войн — танжерского кризиса, последовавшего за ним второго марокканского кризиса и кризиса в Боснии в европейской политике укрепилась идея, что внешнеполитическое маневрирование с целью получения внутриполитической поддержки в националистической прессе безопасно и нормально. В итоге великие державы стали провоцировать друг друга по мелким вопросам, которые по сути не представляли ни для одной из них серьёзного интереса.
Киссинджер также считает проявлением фривольности внешнеполитические действия Наполеона III, которые отражали его текущее настроение при полном отсутствии долгосрочной стратегии. Раз за разом император порождал кризисы, которые затем остерегался завершать, его внешняя политика диктовалась текущей оценкой того, что требовалось для поддержания популярности императора во Франции. Кризисы создавались там, где можно было получить выгоды без большого риска, то есть на периферии Европы, при этом жизненно важная для Франции задача сдерживания германских государств была принесена в жертву чисто тактическим соображениям.
Согласно часто цитируемому высказыванию Киссинджера «история раньше или позже наказывает за стратегическую фривольность». В 1914 году расплата пришла, когда государственные деятели Европы оказались не в состоянии удержать под контролем тактические ходы военных; неспешным, привыкшим к миру, дипломатам не хватило месяца в летний отпускной сезон (от убийства эрцгерцога Фердинанда до июльского ультиматума), чтобы урегулировать новый кризис так, как были урегулированы предыдущие.
В случае Наполеона III, Франция утеряла сохранявшуюся со времён Ришельё возможность влиять на устройство Германии, катастрофический эффект этого был продемонстрирован уже в ходе австро-прусско-датской войны в 1864 году, когда Россия из-за последствий Крымской войны и поддержки Наполеоном польского восстания, отказалась участвовать в восстановлении status quo ante и Германия (тогда ещё Пруссия) получила свободу действий.
Бордачев проводит параллели с международной политикой после распада СССР: твёрдо уверенные в невозможности — из-за наличия ядерного оружия и, в меньшей степени, тесных экономических связей — крупномасштабной войны политики Запада проявляют стратегическую фривольность: готовы к внешнеполитическим рискам ради внутриполитической популярности и не задумываются при провоцировании России и Китая (которые в свою очередь отвечают тем же).